# Abraham Cohen
Abraham Dreyer Cohen (Brooklyn, 25 ottobre 1924 – Fishkill, 2 febbraio 2016) è stato uno schermidore statunitense.

## Biografia
Ha partecipato ai Giochi della XVI Olimpiade di Melbourne nel 1956.
È il fratello dello schermidore Herbert Cohen.

## Palmarès
In carriera ha conseguito i seguenti risultati:
- Giochi Panamericani:

Città del Messico 1955: argento nella spada a squadre.